# ATP St. Pölten 2001 - Qualificazioni doppio
Le qualificazioni del doppio  dell'ATP St. Pölten 2001 sono state un torneo di tennis preliminare per accedere alla fase finale della manifestazione. I vincitori dell'ultimo turno sono entrati di diritto nel tabellone principale. In caso di ritiro di uno o più giocatori aventi diritto a questi sono subentrati i lucky loser, ossia i giocatori che hanno perso nell'ultimo turno ma che avevano una classifica più alta rispetto agli altri partecipanti che avevano comunque perso nel turno finale.
Le qualificazioni del doppio del torneo ATP St. Pölten 2001 prevedevano 4 coppie partecipanti di cui una è entrata nel tabellone principale.

## Teste di serie
1. Guillermo Cañas /  Nicolás Massú (ultimo turno)

1. Christophe Rochus /  Olivier Rochus (Qualificati)

## Tabellone

### Legenda
| - Q = Qualificato - WC = Wild card - LL = Lucky loser | - ALT = Alternate - SE = Special Exempt - PR = Protected Ranking | - w/o = Walkover - r = Ritirato - d = Squalificato |

|  | Primo turno | Primo turno                      | Primo turno                      | Primo turno | Primo turno |  |  | Ultimo turno | Ultimo turno                     | Ultimo turno                     | Ultimo turno                     | Ultimo turno |  |
|  |             |                                  |                                  |             |             |  |  |              |                                  |                                  |                                  |              |  |
|  | 1           | Guillermo Cañas Nicolás Massú    | Guillermo Cañas Nicolás Massú    | 6           | 6           |  |  |              |                                  |                                  |                                  |              |  |
|  |             | Horacio de la Peña Marián Vajda  | Horacio de la Peña Marián Vajda  | 3           | 4           |  |  | 1            | Guillermo Cañas Nicolás Massú    | Guillermo Cañas Nicolás Massú    | Guillermo Cañas Nicolás Massú    |              |  |
|  | 2           | Christophe Rochus Olivier Rochus | Christophe Rochus Olivier Rochus | 7           | 6           |  |  | 2            | Christophe Rochus Olivier Rochus | Christophe Rochus Olivier Rochus | Christophe Rochus Olivier Rochus | W-O          |  |
|  |             | George Cosac Ionuț Moldovan      | George Cosac Ionuț Moldovan      | 68          | 2           |  |  |              |                                  |                                  |                                  |              |  |